# Parece amor
Parece amor es el primer álbum de la actriz y cantante peruana Mayra Goñi, lanzado en el año 2013.

## Lista de canciones
Fuentes:
| N.º | Título                   | Duración |  |
| 1.  | «Horas»                  | 3:10     |  |
| 2.  | «Tú estás aquí»          | 3:33     |  |
| 3.  | «Parece amor»            | 3:15     |  |
| 4.  | «Cállate»                | 3:42     |  |
| 5.  | «Ya no habrá un después» | 3:23     |  |